# 7-Hidroximitraginina
La 7-hidroximitraginina es un alcaloide indol terpenoide de la planta Mitragyna speciosa. A menudo se le conoce como «7-OH». Fue descrito por primera vez en 1994 y es un producto natural derivado de la mitraginina presente en la hoja de M. speciosa. Se considera un derivado oxidado y un metabolito activo de la mitraginina.

## Metabolismo
Después de un estudio de kratom, se reveló que el 7-OH se convierte en pseudoindoxilo de mitraginina.

Pseudoindoxilo de mitraginina

| Compuesto                     | Afinidades (Ki) | Afinidades (Ki) | Afinidades (Ki) | Ratio       | Ref   |
| Compuesto                     | MOR             | DOR             | KOR             | MOR:DOR:KOR | Ref   |
| ----------------------------- | --------------- | --------------- | --------------- | ----------- | ----- |
| 7-Hidroximitraginina          | 13.5            | 155             | 123             | 1:11:9      | [ 6 ] |
| Mitraginina                   | 7.24            | 60.3            | 1,100           | 1:8:152     | [ 6 ] |
| Pseudoindoxilo de mitraginina | 0.087           | 3.02            | 79.4            | 1:35:913    | [ 6 ] |

## Farmacología
La 7-hidroximitraginina, al igual que la mitraginina, parece ser un agonista/antagonista mixto de los receptores de opioides, que actúa como agonista parcial en los receptores de opioides µ y como antagonista competitivo en los receptores de opioides δ y κ. La evidencia sugiere que el 7-OH es más potente que la mitraginina y la morfina. El 7-OH no activa la vía de la β-arrestina como los opioides tradicionales, lo que significa que los síntomas como depresión respiratoria, estreñimiento y sedación son mucho menos pronunciados.
El 7-OH se genera a partir de la mitraginina in vivo mediante el metabolismo hepático y puede ser responsable de una parte significativa de los efectos tradicionalmente asociados con la mitraginina. Aunque el 7-OH se encuentra naturalmente en las hojas de kratom, lo hace en cantidades tan bajas que cualquier 7-OH ingerido es intrascendente en comparación con el 7-OH generado en el cuerpo.